# Unboxing

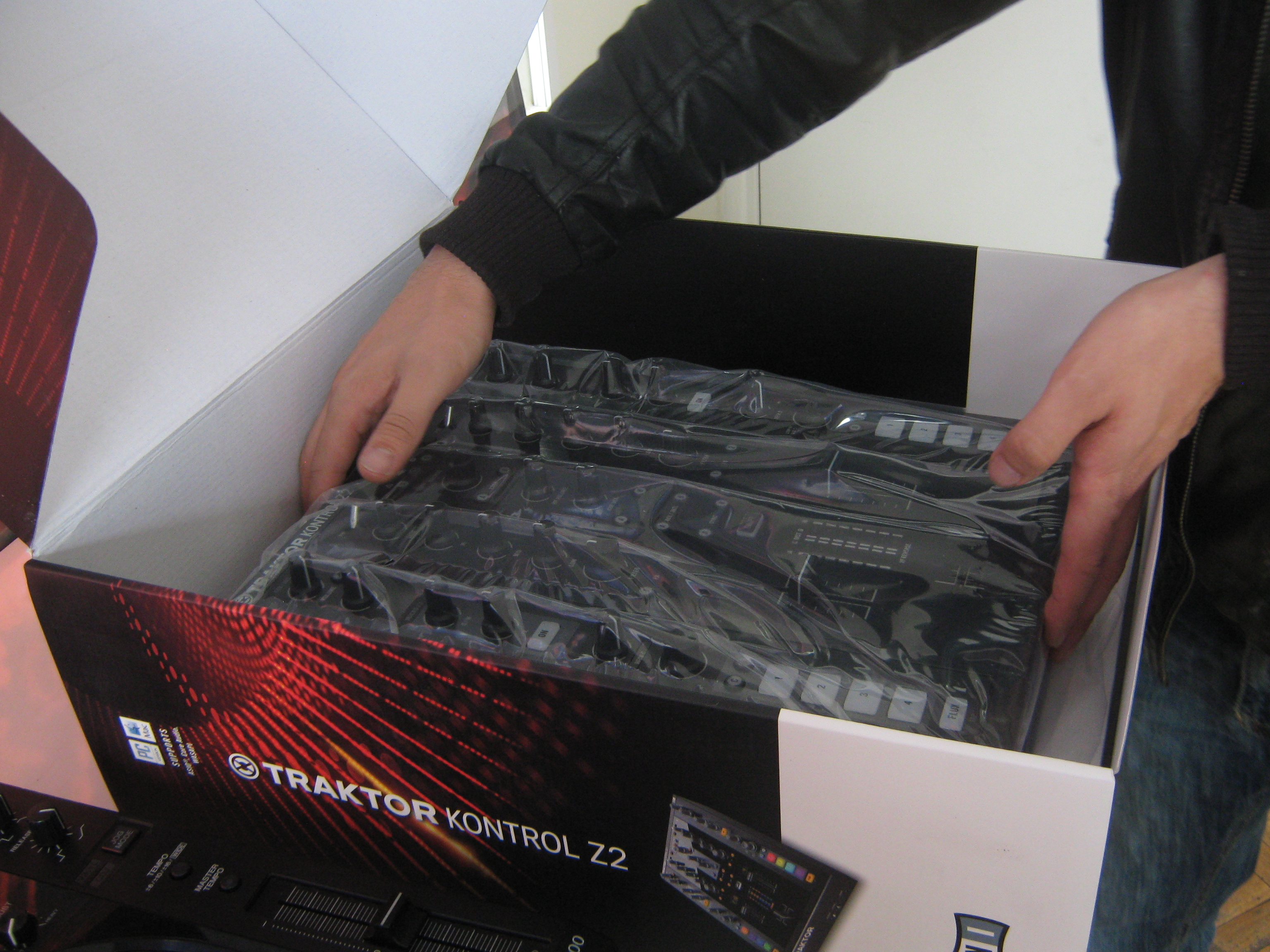
Imagem referente ao Unboxing.

Unboxing é um termo em inglês que se refere ao ato de desembalar novos produtos. O termo se tornou popular ao ser relacionado com o ato de filmar a abertura de caixas ou embalagens de produtos, inicialmente eletrônicos e de tecnologia.

## História

#### Primeirounboxing
Fazer vídeos de unboxing se tornou popular na plataforma de compartilhamento de vídeos YouTube a partir de 2006, sendo o primeiro vídeo a utilizar este termo, um unboxing de um Nokia E61 datado de 12 de junho de 2006. Ao longo dos últimos anos, se tornou um tipo de vídeo produzido para o YouTube, mas também podendo ser encontrado em outras plataformas como o Snapchat e o Instagram, e inspirou a criação de canais exclusivos, dedicados somente para o recebimento de produtos para unboxing e acumulando milhares de inscritos e de visualizações.

#### Características
A princípio, o diferencial dos vídeos de unboxing é o fato de serem gravados pelos consumidores, que mostram o produto na sua forma original, diretamente da embalagem e sem sofrer adulterações ou influências publicitárias. O ato de abrir a embalagem na frente das câmeras acrescenta um teor de surpresa e de originalidade, pois este é o momento do primeiro contato da pessoa com o item.
Geralmente, o formato dos vídeos é composto por uma análise da própria embalagem, abertura do produto, exposição dos itens e das características, além de breve demonstração do modo de uso, funcionalidades e diferenciais. Os usuários que realizam os unboxings também costumam dar suas impressões e opiniões sobre os produtos e comparar com outras versões ou itens antigos.
Com o passar dos anos, este estilo de vídeo foi se tornando cada vez mais popular, sendo utilizado para os mais variados tipos de compras e presentes. Com o crescimento das redes sociais, as próprias empresas e fabricantes passaram a enviar produtos para as casas de personalidades, influenciadores e blogueiros, no intuito de que eles façam seus próprios vídeos, podendo informar para os seus fãs sobre uma novidade ou exclusividade, sendo uma forma alternativa às campanhas publicitárias tradicionais em televisão, revistas ou mídias offline.

#### Controvérsias
A febre do unboxing também chegou aos canais infantis, gerando discussão sobre o impacto desse tipo de vídeo no consumo das crianças, visto que as regras para publicidade de conteúdo infantil em canais de TV aberta foram atualizadas há poucos anos. Outra preocupação está relacionada com a exposição de menores, principalmente abaixo dos 13 anos, em vídeos que acabam se tornando virais. De acordo com a lei americana, que se aplica aos Termos de Uso do YouTube, menores de 13 anos não podem criar contas na plataforma. Após pressão de diversas entidades de direitos e de proteção de dados, a legislação sofreu alterações na Europa e nos Estados Unidos, se tornando cada vez mais rígida em relação aos crimes e violações de políticas de uso.